# Kabba Sambou
Kabba Sambou (Manjai Kunda, 20 aprile 1996) è un calciatore gambiano, difensore del Bourges Foot 18.

## Carriera

### Club
Il 3 febbraio 2018 viene acquistato a titolo definitivo dalla squadra albanese dello Skënderbeu.

## Statistiche

### Presenze e reti nei club
Statistiche aggiornate al 17 febbraio 2019.
| Stagione        | Squadra         | Campionato      | Campionato | Campionato | Coppe nazionali | Coppe nazionali | Coppe nazionali | Coppe continentali | Coppe continentali | Coppe continentali | Altre coppe | Altre coppe | Altre coppe | Totale | Totale |
| Stagione        | Squadra         | Comp            | Pres       | Reti       | Comp            | Pres            | Reti            | Comp               | Pres               | Reti               | Comp        | Pres        | Reti        | Pres   | Reti   |
| --------------- | --------------- | --------------- | ---------- | ---------- | --------------- | --------------- | --------------- | ------------------ | ------------------ | ------------------ | ----------- | ----------- | ----------- | ------ | ------ |
| feb.-giu. 2018  | Skënderbeu      | KS              | 3          | 0          | CA              | 0               | 0               | UEL                | -                  | -                  | -           | -           | -           | 3      | 0      |
| 2018-2019       | Skënderbeu      | KS              | 13         | 0          | CA              | 3               | 0               | -                  | -                  | -                  | SA          | 1           | 0           | 17     | 0      |
| Totale carriera | Totale carriera | Totale carriera | 16         | 0          |                 | 3               | 0               |                    | -                  | -                  |             | 1           | 0           | 20     | 0      |